# Distrikt Atiquipa
Der Distrikt Atiquipa liegt in der Provinz Caravelí in der Region Arequipa im Südwesten von Peru. Der Distrikt wurde in den Gründungsjahren der Republik Peru gegründet. Er besitzt eine Fläche von 423 km². Beim Zensus 2017 wurden 542 Einwohner gezählt. Im Jahr 1993 lag die Einwohnerzahl bei 559, im Jahr 2007 bei 774. Sitz der Distriktverwaltung ist die 325 m hoch gelegene Ortschaft Atiquipa mit 121 Einwohnern (Stand 2017). Atiquipa liegt 107 km westlich der Provinzhauptstadt Caravelí. Das Gebiet ist fast vollständig Wüste. Die Nationalstraße 1S (Panamericana) verläuft durch den Distrikt. Im äußersten Osten befindet sich der archäologische Fundplatz Quebrada de la vaca (Puerto Inca).

## Geographische Lage
Der Distrikt Atiquipa liegt zentral an der Küste der Provinz Caravelí. Er besitzt eine etwa 25 km lange Küstenlinie am Pazifischen Ozean und reicht bis zu 40 km ins Landesinnere. Der Distrikt Atiquipa erstreckt sich über die Hügelkette Lomas de Atiquipa, die bis ans Meer reicht. Der höchste Punkt im Distrikt liegt im äußersten Nordwesten und liegt auf einer Höhe von etwa 2700 m.
Der Distrikt Atiquipa grenzt im Westen an den Distrikt Yauca, im Nordwesten an den Distrikt Jaquí, im Norden an den Distrikt Pullo (Provinz Parinacochas), im Nordosten an den Distrikt Huanuhuanu sowie im Osten an den Distrikt Chala.